# Edwin Swatek
Edwin Paul Swatek (Chicago, Illinois, 7 de gener de 1885 – Oxnard, Califòrnia, 2 de gener de 1966) va ser un nedador i waterpolista estatunidenc que va competir a primers del segle xx.
El 1904 va prendre part en els Jocs Olímpics de Saint Louis, on va guanyar la medalla de plata en la competició de waterpolo com a membre de l'equip Chicago Athletic Association. També disputà la prova de les 100 iardes esquena del programa de natació, en què acabà en cinquena posició.